# Безон
Безон (фр. Bezons) је насељено место у Француској у Париском региону, у департману Долина Оазе.
По подацима из 2011. године у општини је живело 28.330 становника, а густина насељености је износила 6810,1 становника/km².

## Демографија
| 1962.  | 1968.  | 1975.  | 1982.  | 1990.  | 2011.  |
| ------ | ------ | ------ | ------ | ------ | ------ |
| 22.061 | 24.475 | 25.193 | 24.019 | 25.680 | 28.330 |

## Партнерски градови
- Сексард
- Downpatrick